# Xevi Pujolar
Xevi Pujolar   (Madremanya, 3 de gener de 1973), conegut com a Xevi Pujolar, és un enginyer automobilístic català, que treballa com a enginyer de pista a la Fórmula 1.
Format en Enginyeria Mecànica per la Universitat de Girona, va iniciar-se en el kàrting als equips Genikart i Arisco, treballant amb pilots com Fernando Alonso i Antoni García. Posteriorment, passà per les categories de Fórmula Nissan i Fórmula 3000 i entrà a la Fórmula 1 l'any 2002 amb l'equip Jaguar Racing.